# Uomini in bianco (film 1955)
Uomini in bianco (Les hommes en blanc) è un film del 1955 diretto da Ralph Habib.